# دونكاستر الوسطى (دائرة انتخابية في المملكة المتحدة)
دونكاستر الوسطى (بالإنجليزية: Doncaster Central)‏ هي إحدى الدوائر الانتخابية في المملكة المتحدة الممثلة في مجلس العموم في برلمان المملكة المتحدة.
عضو البرلمان الذي يمثلها حالياً هو :Rt Hon Rosie Winterton (Lab).